# 栖土曲霉
栖土曲霉（学名：Aspergillus terricola）是属于散囊菌目发菌科曲霉属的一种真菌，可生长在生霉橡胶、烧酒曲等基物上。该种分布于中国、美国、欧洲等地。